# Контекстно-свободная грамматика
Контекстно-свободная грамматика (КС-грамматика, бесконтекстная грамматика) — частный случай формальной грамматики (тип 2 по иерархии Хомского), у которой левые части всех продукций являются одиночными нетерминалами (объектами, обозначающими какую-либо сущность языка (например: формула, арифметическое выражение, команда) и не имеющими конкретного символьного значения). Смысл термина «контекстно-свободная» заключается в том, что есть возможность применить продукцию к нетерминалу, причём независимо от контекста этого нетерминала (в отличие от общего случая неограниченной грамматики Хомского).
Язык, который может быть задан КС-грамматикой, называется контекстно-свободным языком или КС-языком.
Одной из форм записи КС-грамматики является БНФ.

## Применение
КС-грамматики находят большое применение в информатике. Ими задаётся грамматическая структура большинства языков программирования, структурированных данных и т. д. (см. грамматический анализ)
Для разбора КС-грамматики достаточно автомата с магазинной памятью, для разбора не-КС-грамматик может потребоваться полная машина Тьюринга.

## Типы КС грамматик
- LL-грамматика
- LALR-грамматика (см.: LALR(1))
- LR-грамматика
- SLR-грамматика (см.: SLR(1))

## Распознаватели
Существуют два разных класса распознавателей (автоматов для распознавания) КС-языков. Их названия связаны с порядком построения дерева вывода. Как правило, все распознаватели читают входную цепочку символов слева направо, поскольку предполагается такая нотация в написании исходного текста программ.

### Нисходящие распознаватели
Нисходящие распознаватели, которые порождают цепочки левостороннего вывода и строят дерево вывода сверху вниз.
Они используют модификации алгоритма с подбором альтернатив. При их создании применяется метод, который позволяет однозначно выбрать одну и только одну альтернативу на каждом шаге работы МП-автомата (шаг «выброс» в этом автомате всегда выполняется однозначно).

### Восходящие распознаватели
Восходящие распознаватели, которые порождают цепочки правостороннего вывода и строят дерево вывода снизу вверх.
Восходящие распознаватели используют модификации алгоритма «сдвиг-свертка» (или «перенос-свертка», что то же самое). При их создании применяются методы, которые позволяют однозначно выбрать между выполнением «сдвига» («переноса») или «свертки» на каждом шаге работы расширенного МП-автомата, а при выполнении свертки однозначно выбрать правило, по которому будет производиться свертка. Алгоритм «сдвиг-свертка».

## Примеры
Примеры КС-грамматик и соответствующих им КС-языков:

### Слово с переворотом
Задаётся формулой {\displaystyle L=\{w\in \Sigma ^{*}|w=w^{R}\}}
- Терминалы: буквы алфавита {\displaystyle \Sigma };
- Нетерминал: {\displaystyle S};
- Продукции: {\displaystyle S\rightarrow \alpha S\alpha \,|\,\alpha \,|\,\varepsilon ,\alpha \in \Sigma }
- Начальный нетерминал — {\displaystyle S}.

### Вложенные скобки
- Терминалы: {\displaystyle (} и {\displaystyle )};
- нетерминал: {\displaystyle S};
- продукции: {\displaystyle S\rightarrow (S)\mid \varepsilon };
- начальный нетерминал — {\displaystyle S}.

Этой грамматикой задаётся язык вложенных скобок {\displaystyle \{\left(^{n}\right)^{n}\mid n\geq 0\}}.

### Арифметическое выражение
- Терминалы: '+', '-', '*', '/', '(', ')', 'x'
- нетерминалы: <выражение>, <слагаемое>, <множитель>
- продукции:

```
<выражение> → <выражение> + <слагаемое>,
<выражение> → <выражение> - <слагаемое>,
<выражение> → <слагаемое>,
<слагаемое> → <слагаемое> * <множитель>,
<слагаемое> → <слагаемое> / <множитель>,
<слагаемое> → <множитель>,
<множитель> → ( <выражение> ),
<множитель> → x,

```

- начальный нетерминал: <выражение>.

Этой грамматикой задаётся арифметическое выражение, содержащее простейшие арифметические действия над переменной x. Если заменить терминал 'x' на нетерминал <число>, то получится грамматика, задающая арифметическое выражение, состоящее из операций сложения, вычитания, умножения и деления над целыми числами.

## Ограничения возможностей КС-грамматик
Не все языки могут быть заданы с помощью КС-грамматик. Проще всего это можно доказать так: КС-грамматики образуют счётное множество, в то время как мощность множества всех языков — континуум. Конструктивное доказательство этого же факта может быть получено, например, на основе того, что язык {anbncn | n≥1} не является контекстно-свободным; однако короткого доказательства последнего утверждения, по-видимому, не существует: опубликованные доказательства опираются на теорему о разрастании для контекстно-свободных языков.

## Обобщения
Грамматика сложения деревьев обобщает контекстно-свободную грамматику тем, что элементарной единицей в правилах вывода являются деревья, а не отдельные символы.